# Одоевский, Василий Юрьевич (литовский воевода)
Василий Юрьевич Одоевский (? — 1519, близ Вильно) — князь и воевода на литовской службе в правление короля Сигизмунда I.
Рюрикович в XVII поколении из князей Одоевских, отрасли князей Новосильских. Второй из четырёх сыновей Юрия Романовича Чёрного князя новосильско-одоевского. Брат Ивана, Фёдора и Семёна Юрьевичей Одоевских.
После смерти своего отца Юрия Романовича Чёрного, князя Одоевского, братья Иван, Семён, Василий и Фёдор Юрьевичи получили в совместное владение Одоевское княжество, каждый из братьев владел частью (третью) отцовского княжества. После перехода Одоевского княжества и других Верховских княжеств под контроль Великого княжества Московского Василий Юрьевич Одоевский остался на службе у великих князей литовских Александра и Сигизмунда Казимировичей.
В 1519 году убит под Вильно при обороне некоего местечка от русских войск. Детей не имел.